# Dynamenopsis angolensis
Dynamenopsis angolensis är en kräftdjursart som beskrevs av Brian Frederick Kensley 1971. Dynamenopsis angolensis ingår i släktet Dynamenopsis och familjen klotkräftor. Inga underarter finns listade i Catalogue of Life.